# 1994 RO11
1994 RO11 är en asteroid i huvudbältet som upptäcktes den 1 september 1994 av de båda japanska astronomerna Seiji Ueda och Hiroshi Kaneda i Kushiro.
Asteroiden har en diameter på ungefär 7 kilometer och den tillhör asteroidgruppen Eunomia.